# Chalcoscirtus infimus
Chalcoscirtus infimus es una especie de araña araneomorfa del género Chalcoscirtus, familia Salticidae. Fue descrita científicamente por Simon en 1868.
Se distribuye por el Mediterráneo, Europa central y sudoriental, Rusia (Europa), Cáucaso, Kazajistán y Asia central. El cuerpo del macho mide aproximadamente 2,15-2,85 milímetros de longitud y el de la hembra 2,5-3,3 milímetros.